# Justinià de València
Justinià fou el primer bisbe de València del qual hom té constància històrica i que visqué en temps de Teudis rei dels visigots. Va ser abat del monestir que s'alçava al voltant del sepulcre de Sant Vicent Màrtir. Fou consagrat bisbe a Toledo per Montà pels volts del 527. Se sap que va convocar un sínode o concili a València al qual van assistir set bisbes. Aquest correspon al mateix Justí que subscrigué el concili de València del 546 (quinzè any del regnat de Teudis). Va tenir tres germans que també foren bisbes: Nebridi d'Ègara, bisbe d'Ègara (l'actual Terrassa); Just, bisbe d'Urgell i Elpidi, probablement prelat d'Osca. Escrigué el llibre titulat «Responsionum ad quemdam Rusticum», sobre diverses qüestions: 1a de «Spiritu Sto.», 2a «contra Bonosianos qui Christum adoptivum et nom proprium dicunt». 3r «De baptismo Christi, quem iterare non licet». 4a «De distinctione baptismi Joannis et Christi». 5a «Quod Filius sicut Pater invisibilis sit».